# Grötlingbo prästänge
Grötlingbo prästänge är ett änge  i Grötlingbo socken på Gotland, omkring två kilometer öster om Grötlingbo kyrka. Änget tillhörde tidigare Grötlingbo prästgård.
Änget hade tidigare en yta av 25 hektar, delar av området är idag igenväxt med lövskog, men de centrala delarna hävdas ännu. I änget finns ett tiotal husgrunder från järnålder, grupperade i tre eller fyra gårdar. I väster finns ett område på omkring 10 hektar av fornåkrar sammankopplade med stensträngar.